# 島村芳崇
島村 芳崇（しまむら よしたか、1971年11月24日 - ）は、埼玉県出身のアスレティックトレーナー、サッカー指導者。

## 来歴
小学校から選手としてサッカーを始めた。プロを目指して国際武道大学に進んだが、大学2年生の時に怪我などもあり選手としての限界を感じ、トレーナーの専門的な勉強にとりかかり始め、知識や実践を蓄積した。
1995年より、ジェフユナイテッド市原（現・ジェフユナイテッド千葉）のアスレティックトレーナーを長きに渡り務め、2010年に退任。2012年からは2年間中国サッカー・超級リーグの杭州緑城足球倶楽部でフィジカルコーチを務めた。2014年、千葉のアスレティックトレーナーに復帰した。
2016年、FC岐阜のコンディショニングコーチに就任したが 1年で退任し、2017年より杭州緑城のコンディショニングコーチに復帰。
2019年、栃木シティFCのフィジカルコーチに就任。2019年シーズン終了後に退任した。

## 所属クラブ・学歴
- 1990年 - 1993年 国際武道大学
- 1994年 国際武道大学 研究生

## 指導歴
- 1995年 - 2010年  ジェフユナイテッド市原/ジェフユナイテッド市原・千葉 アスレティックトレーナー
- 2012年 - 2013年  杭州緑城足球倶楽部 フィジカルコーチ
- 2014年 - 2015年  ジェフユナイテッド市原・千葉 アスレティックトレーナー
- 2016年  FC岐阜 コンディショニングコーチ
- 2017年  杭州緑城足球倶楽部 コンディショニングコーチ
- 2019年  栃木シティFC フィジカルコーチ